# Joe Travers
Joe Travers (1968. augusztus 20. –) amerikai zenész, dobos és énekes. Játszott többek között (de nem kizárólag) a Z (Ahmet & Dweezil Zappa), a Duran Duran, Billy Idol, Lisa Loeb és Drake Bell mellett - jelenleg a Zappa Plays Zappa tagja.

## Életrajza
Joe Travers a pennsylvaniai Erie-ből származik, már ötévesen dobolni kezd, 1988 és 1992 között The Berklee College Of Music hallgatója. Tízévesen hallja először Frank Zappától a Sheik Yerbouti lemezt, később, 1991-ben szervez egy The Real Frank Zappa Show című koncertet, aminek a felvételét később odaadja Dweezilnek (Frank Zappához a szalag nem jutott el). A "Z" együttesbe Mike Keneally ajánlására kerül be 1992 körül.
Frank Zappa halála után szükség volt valakire, aki a hagyaték  "raktárosi" funkcióit ellátja - ez egy rövid ideig Mike Keneally volt, aztán kiderült, hogy Travers többet tud a felvételekről, mint bárki más - így lett 1995 óta "főraktáros" (Vaultmeister) a Zappa Family Trustnál, Gail Zappa mellett ő választja ki és gondozza Frank Zappa posztumusz kiadványait (ő "Joe" a Joe's Menage, Corsage, stb. sorozatban).

## Diszkográfia

### Zenészként
- Z (Ahmet & Dweezil Zappa ) - Shampoo Horn (1993)
- Z (Ahmet & Dweezil Zappa ) - Music For Pets (1995)
- Dweezil Zappa - Automatic (2000)
- Dweezil Zappa - Go with What You Know (2006)
- Zappa Plays Zappa -  Zappa Plays Zappa (DVD) és Zappa Plays Zappa (CD) (2008)

### Frank Zappa lemezei
("Raktárosként" a felügyelete alatt megjelent lemezek)
- Läther (Frank Zappa, 1996)
- Frank Zappa Plays The Music Of Frank Zappa (Frank Zappa, 1996)
- FZ:OZ (Zappa, 2002)
- Halloween (Frank Zappa – Audio DVD, 2003)
- Joe’s Corsage (Zappa, 2004)
- QuAUDIOPHILIAc (Zappa – kvadrofon Audio DVD, 2004)
- Joe’s Domage (Zappa, 2004)
- Joe’s XMASage (Zappa, 2005)
- Imaginary Diseases (Zappa, 2005)
- MOFO (2 CD, Zappa Records  2006)
- MOFO (deluxe) (4 CD, Zappa Records 2006)
- Buffalo (2 CD, Vaulternative, 2007)
- The Dub Room Special! (CD, Zappa Records, 2007)
- Wazoo (2 CD, Vaulternative, 2007)
- One Shot Deal (Zappa Records ZR 20006, 2008)
- Joe’s Menage (Vaulternative Records VR 20081, 2008)
- The Lumpy Money Project/Object, (3 CD, Zappa Records ZR20008, 2009)

- The Frank Zappa AAAFNRAA Birthday Bundle (2006, iTunes/Zappa Records – csak letölthető formátumban)
- The Frank Zappa AAAFNRAAA Birthday Bundle (2008, iTunes/Zappa Records – csak letölthető formátumban)